# Aisha Bowe
Aisha Bowe é uma engenheira aeroespacial norte-americana, CEO da STEMBoard, uma empresa de tecnologia que desenvolve soluções para o governo e clientes do setor privado.

## Educação
Aisha Bowe completou seus estudos e graduação em engenharia aeroespacial em 2009 na Univeridade de Michigan. Ela mencionou que escolheu engenharia aeroespacial devido seu interesse em ficção científica. Seu supervisor, Thomas Zurbuchen, estava trabalhando no Mercury Messenger  e ela como estagiária no Ames Research Center em 2008, antes de participar como uma Engenheira da missão.

## Carreira
Bowe trabalhou no Ames Research Center, no Departamento de Dinâmica de Trajetória de Vôo e Controles da Divisão de Sistemas de Aviação. Em 2012 ela recebeu o prêmio da Sociedade Nacional de Engenheiros Negros por Contribuição Técnica Excepcional por seu estudo "Avaliação de um Veículo de Manobras Eficiente no Consumo de Combustíveis para Resolução de Conflitos".  Ela entrou para grupo AST Vôo e Mecânica de Fluidos em 2009, ajudando no desenvolvimento de algoritmos de apoio ao gerenciamento de tráfego Aéreo. Bowe é nascida nas Bahamas e quer "ver mais pessoas das Bahamas atuando no campo de ciências e tecnologia".
Enquanto esteve na NASA, serviu como ponto focal para o Programa de Formação em Matemática, Engenharia e Ciências (MESA - Mathematics, Engineering, Science Achievement). Neste trabalho, ela foi a tutora de estudantes, realizou workshops e liderou visitas às instalações da NASA. Ela também foi parte do grupo de conselho Afro-Americano. Ela é membro do conselho de jovens executivos da NASDAQ.

## STEMBoard
Aisha é co-fundadora e chefe executiva da STEMBoard, uma empresa que resolve desafios tecnológicos para clientes de governo e de setor privado. STEM Board é uma empresa Certificada no programa americano EDWOSB (Economically Disadvantaged Women-Owned Small Business) suportado pela Câmara Feminina de Comércio Americana. Eles estão trabalhando para fechar a lacuna de formação educacional de grupos étnicos minoritários, por meio de acampamentos STEM, parcerias com faculdades e universidades historicamente negras e oportunidades de carreira para jovens.  O STEMBoard está atualmente incubado pelo Departamento de Defesa, um acordo no valor de US $ 5 milhões. 

## Prêmios
- 2015 - US Women's Chamber of Commerce “Emerging Star” Award[17]
- 2014 - Silicon Valley's National Coalition of 100 Black Women's Women in Technology of the Year Award[17]
- 2012 - NASA’s Engineering Honor Award[18]
- 2012 - NASA Equal Employment Opportunity Medal[10]
- 2012 - National Society of Black Engineers 21st Century Trailblazers in Aviation and Aerodynamics Award[19]
- 2012 - National Society of Black Engineers Outstanding Technical Contribution[6]